# Kuntapolca
Kuntapolca (szlovákul: Kunova Teplica) község Szlovákiában, a Kassai kerület Rozsnyói járásában.

## Fekvése
Rozsnyótól 23 km-re délnyugatra, Pelsőctől 8 km-re északra, a Csetneki-patak völgyében fekszik.

## Története
Nevét melegvízű forrásáról kapta. 1243-ban „Toplucha" alakban említik először, az Ákos nemzetség tulajdona volt.  Ezután a 16. század közepéig a Bebekek tulajdona, akiknek 1427-ben 24 portája állt a településen. 1318-ban „Thoploca", 1320-ban „Topolcha", 1336-ban „Tapolcha" alakban szerepel az írott forrásokban.
A 18. században vasolvasztók működtek területén, ahol 1830-ban nagyolvasztó is épült. A pestisjárvány következtében  1710-re 7-re csökkent a lakosság száma.
A 18. század végén Vályi András így ír róla: „TAPLÓCZ. Kún Taplócz, és Jólsva Taplócz. Két magyar falu Gömör Várm. földes Ura a’ Csetneki Uradal. Ura, fekszik Pelsőcz hegye alatt, Csetnekhez 1 órányira, és annak filiája; ennek pedig földes Ura Gr. Koháry Uraság, és más Urak, ez fekszik Süvethének szomszédságában, mellynek filiája; lakosaik többfélék, földgyeik közép termésűek, határjoknak egy része hegyes, réttyeiket a’ víz áradások járják; a’ vas műhelyeknél van módgyok a’ keresetre."
1828-ban 54 házában 694 lakos élt. Lakói a helyi vasolvasztóban dolgoztak, szénégetéssel, fuvarozással foglalkoztak.
A 19. század közepén Fényes Elek eképpen írja le: „Taplocza (Csetnek), Kun Taplocza, magyar falu, Gömör és Kis-Hont egyesült vmegyékben, Csetnekhez délre 1 1/2 órányira: 136 kathol., 558 evang. lak. Evang. anyaszentegyház. Határa hegyekből és 3 völgyekből áll. Van itt a helységben egy meleg forrás, melly soha be nem fagy, s illyenek a határbeli mészsziklákból még két helyen fakadnak. A csetneki urad. tartozik."
Borovszky monográfiasorozatának Gömör-Kishont vármegyét tárgyaló része szerint: „Kuntaplócza, a csetneki völgyben fekvő magyar kisközség, körjegyzőségi székhely, 105 házzal és 629, nagyobbára ág. ev. h. vallású lakossal. 1351-ben Tapolcha és Thopolcha alakban szerepel, mint a csetneki uradalomhoz tartozó község. Későbbi birtokosai a Gömöry, Czékus, Perényi, Bekény, Szontágh, Kerepesy és Czibur családok. A községben három úrilak van. Az egyiket még a Gömöryek építtették, ez most Hevessy Eleméré, a másikat a Czékus család építtette, ez Rozinay Istváné; a Czibur-féle úrilakot pedig a Concordia vasgyár bányatársulat bírja, melynek itt nagyobb vasgyára és öntődéje van. Azelőtt a községet Csetnek-Taplóczának is nevezték, de Kunova-Teplicze tót neve is ismeretes volt. A községben levő ág. h. ev. templom 1805-ben épült. Ide tartoznak a Concordia vasgyár és az Alsóhámor telepek is. A községben van posta és távíró, vasúti állomása pedig Pelsőcz."
1920-ig Gömör-Kishont vármegye Rozsnyói járásához tartozott. 1938 és 1944 között – az első bécsi döntés következtében – ismét Magyarország, azon belül pedig Gömör és Kishont vármegye része.

## Népessége
| Év:            | 1994. | 2004.   | 2014.   | 2024.   |
| -------------- | ----- | ------- | ------- | ------- |
| Emberek száma: | 680   | 638     | 687     | 709     |
| Eltérés:       |       | -6,17 % | +7,68 % | +3,20 % |

| Év:            | 2023. | 2024.   |
| -------------- | ----- | ------- |
| Emberek száma: | 715   | 709     |
| Eltérés:       |       | -0,83 % |

1910-ben 831-en, többségében magyar anyanyekvűek lakták, jelentős szlovák kisebbséggel.
2001-ben 653 lakosából 366 szlovák, 269 magyar volt.
2011-ben 655 lakosából 322 szlovák és 199 magyar volt.

## Nevezetességei
- Evangélikus temploma 1805-ben épült klasszicista stílusban. Oltára 19. századi.
- Vasöntöde a 18. század elejéről.
- Melegvízforrás a falu közepén.

## Neves személyek
- Itt született 1772-ben Bilnitza Pál evangélikus lelkész, püspök.
- Itt született 1797-ben Madarász András magyar vasiparos, Madarász Viktor festőművész apja.
- Itt született 1949. június 16-án Madarász László kibernetikus, egyetemi tanár.

## Képgaléria

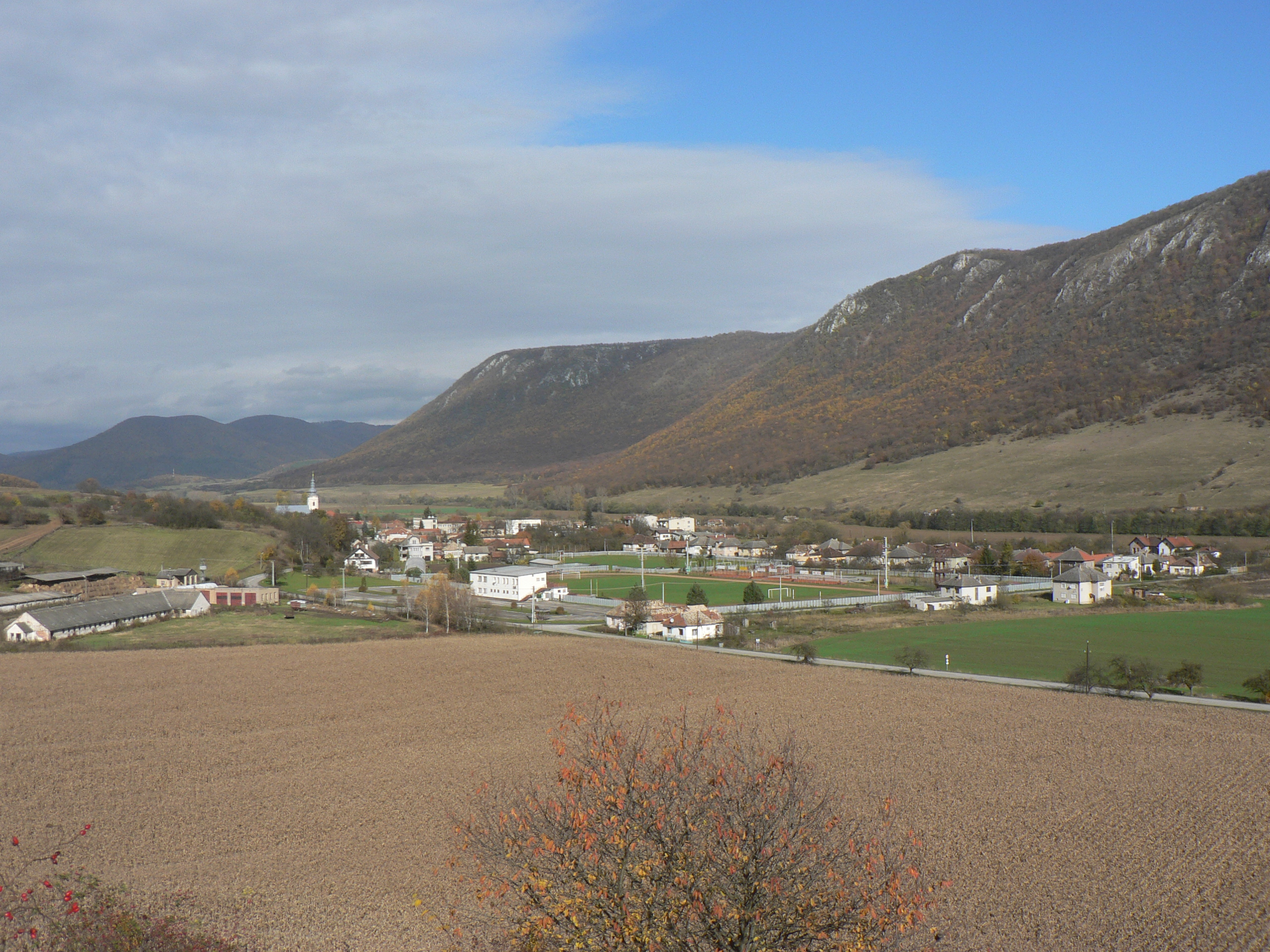
A falu látképe a taploci dombról
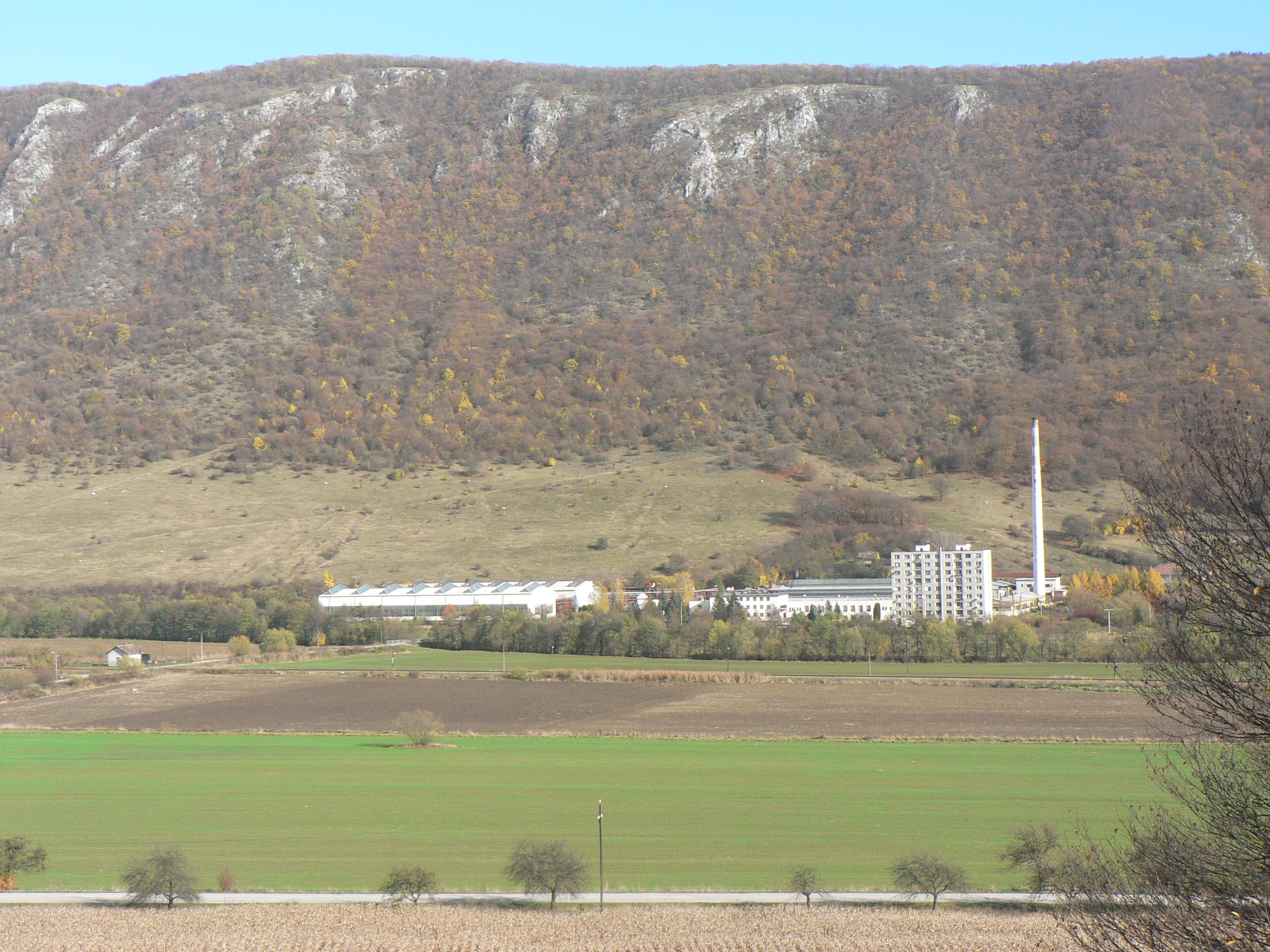
A taploci gyár a Nagy-hegy lábánál
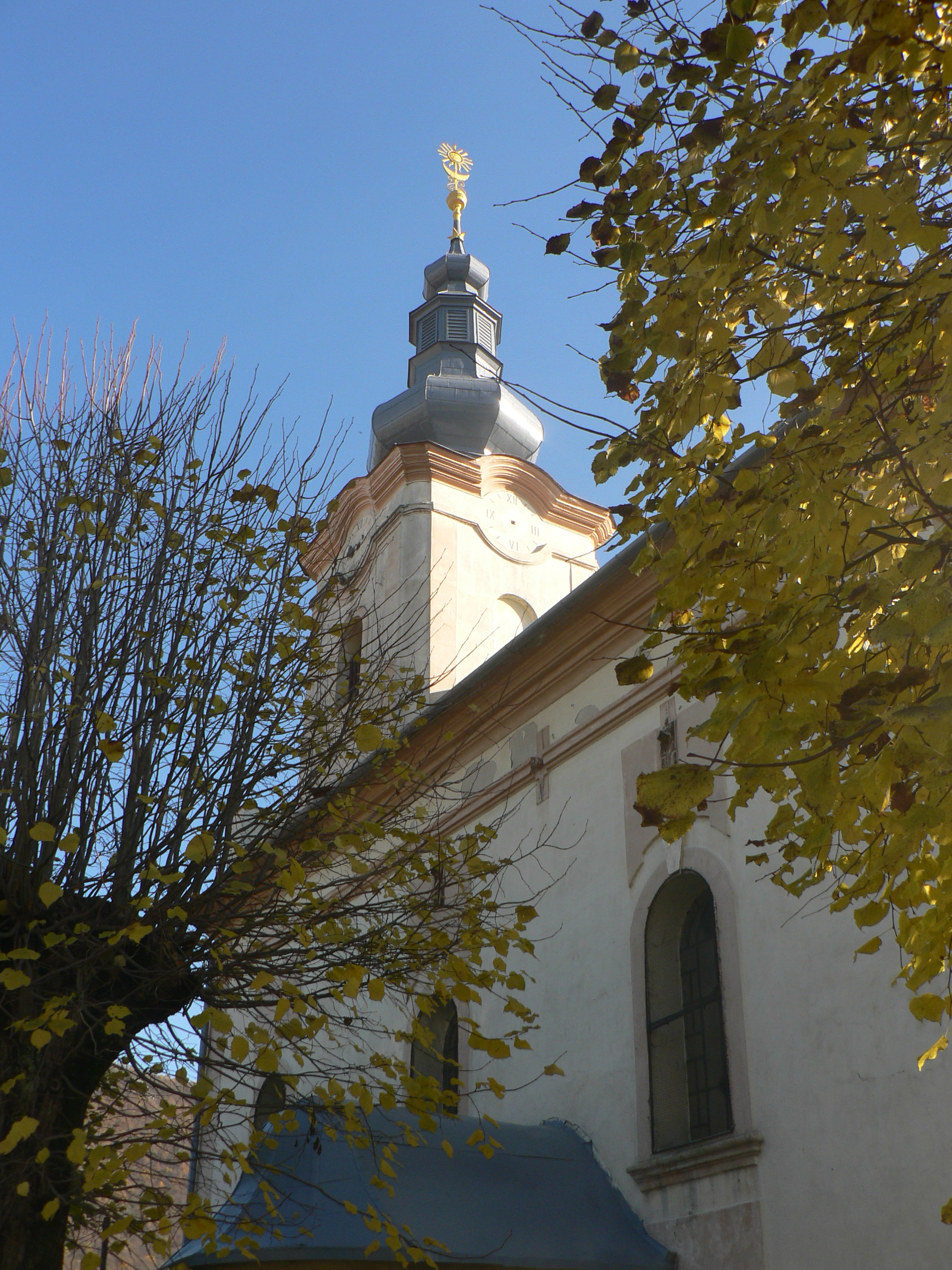
A Nap és a Hold a tornyon
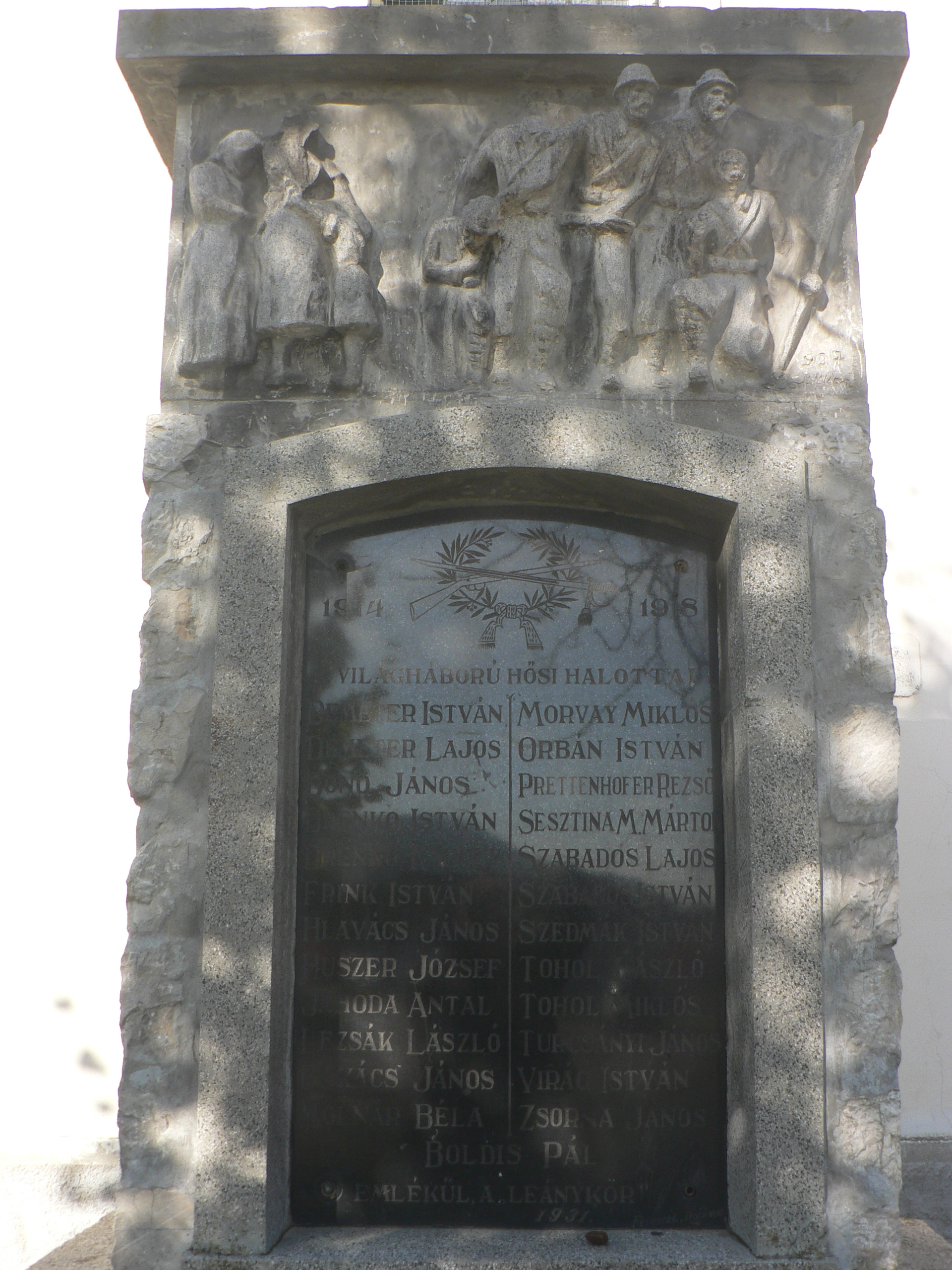
Első világháborús emlékmű
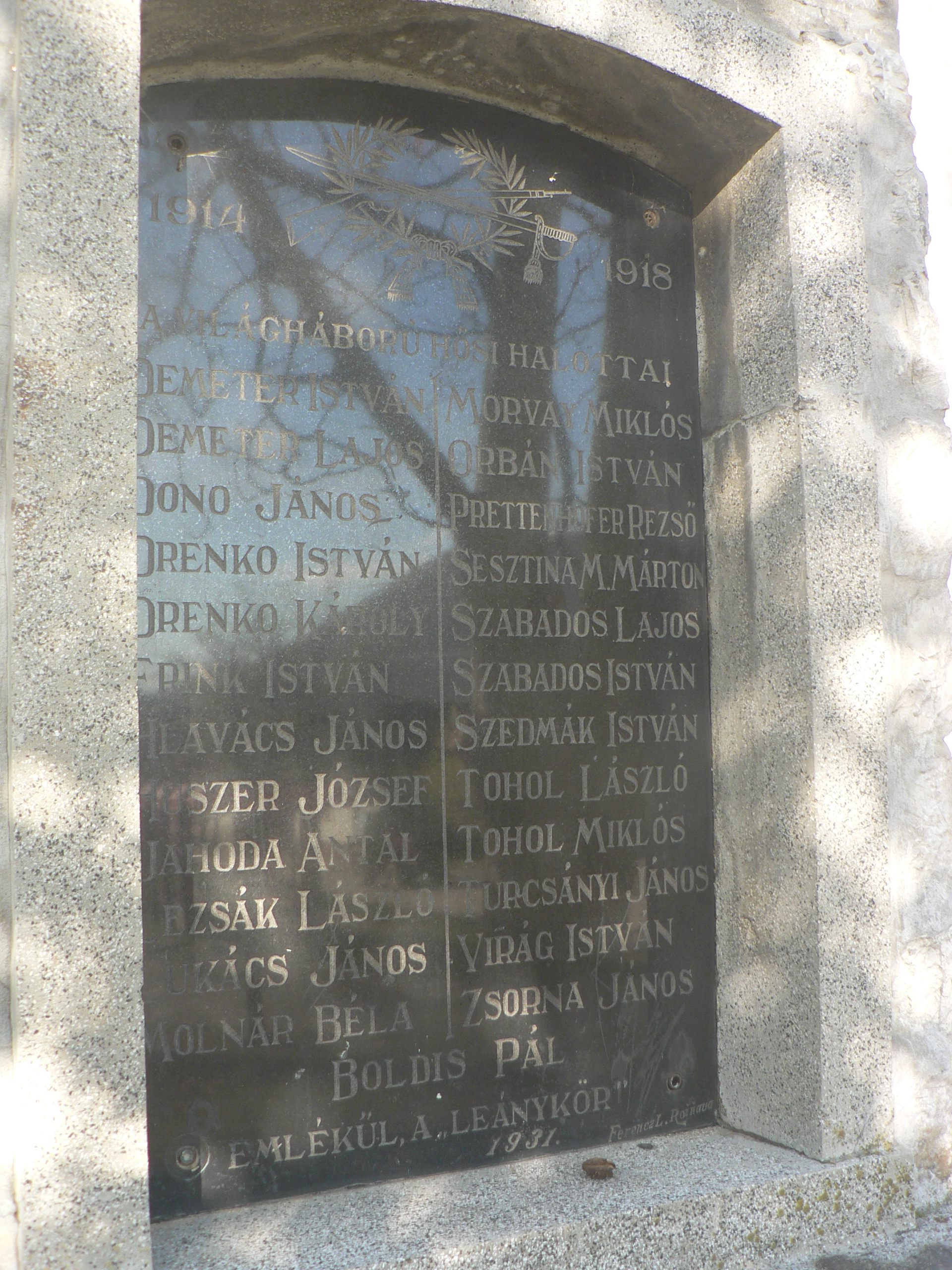
Hősök névsora
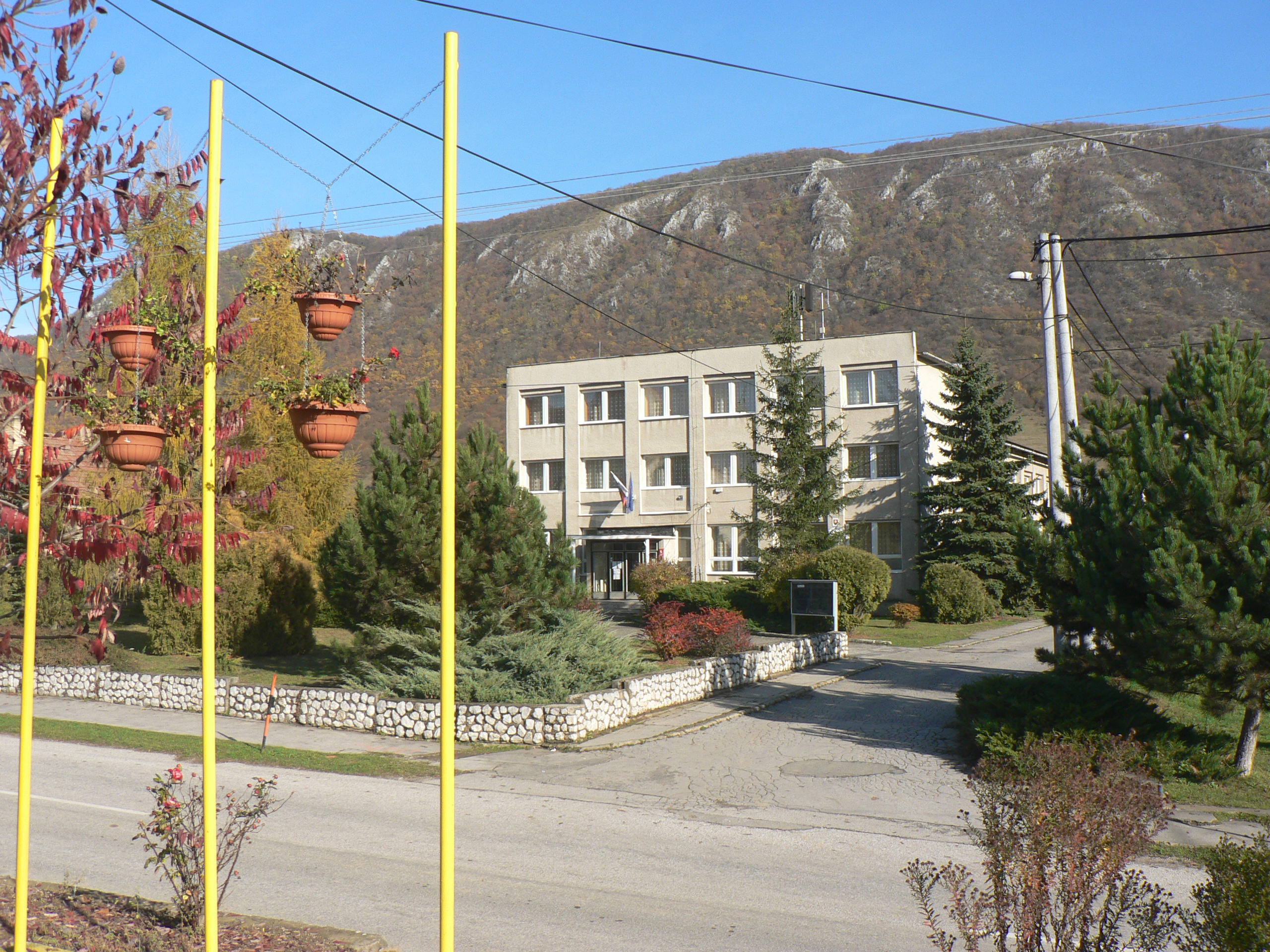
Községi hivatal
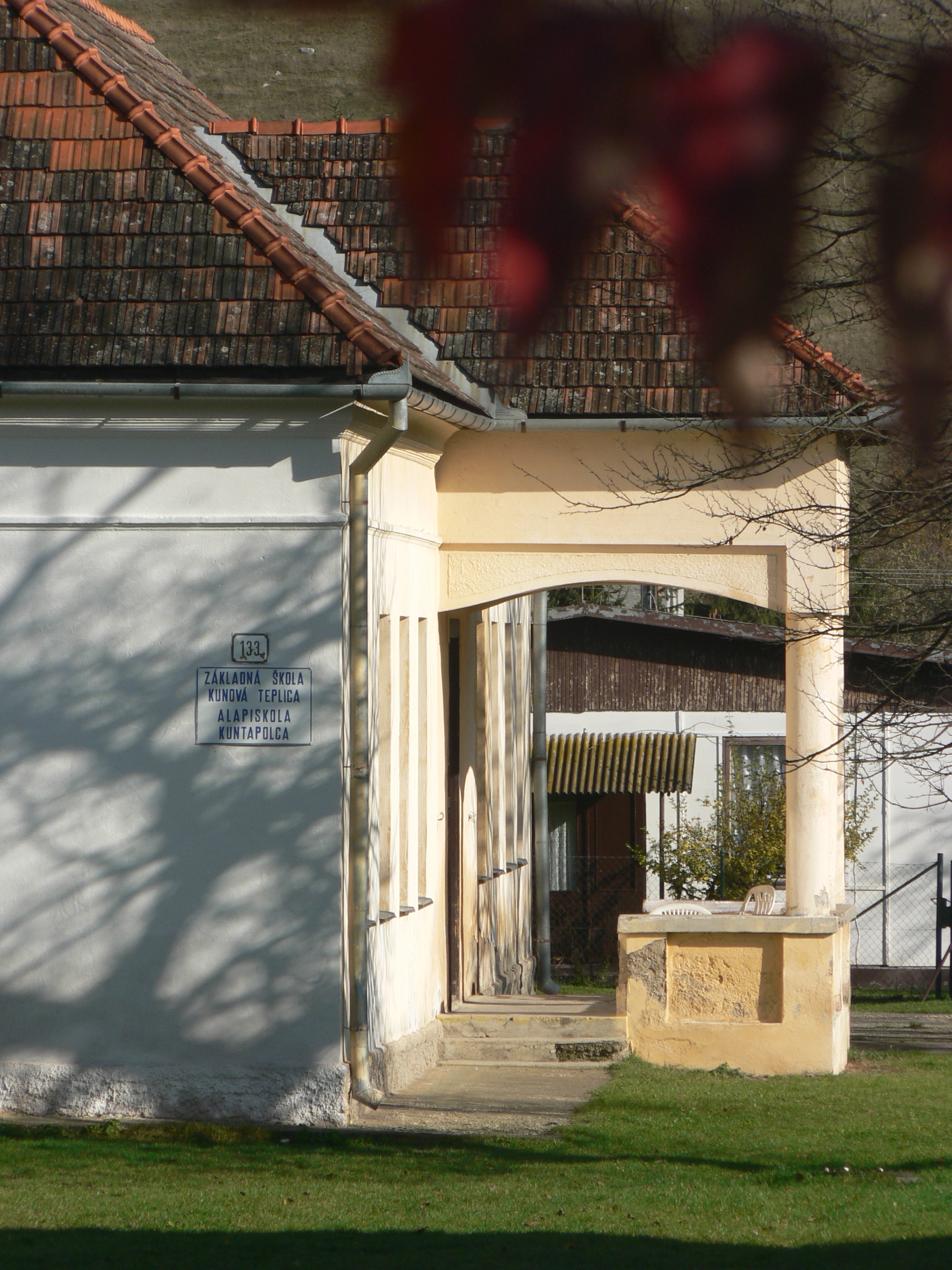
Általános (alap) iskola
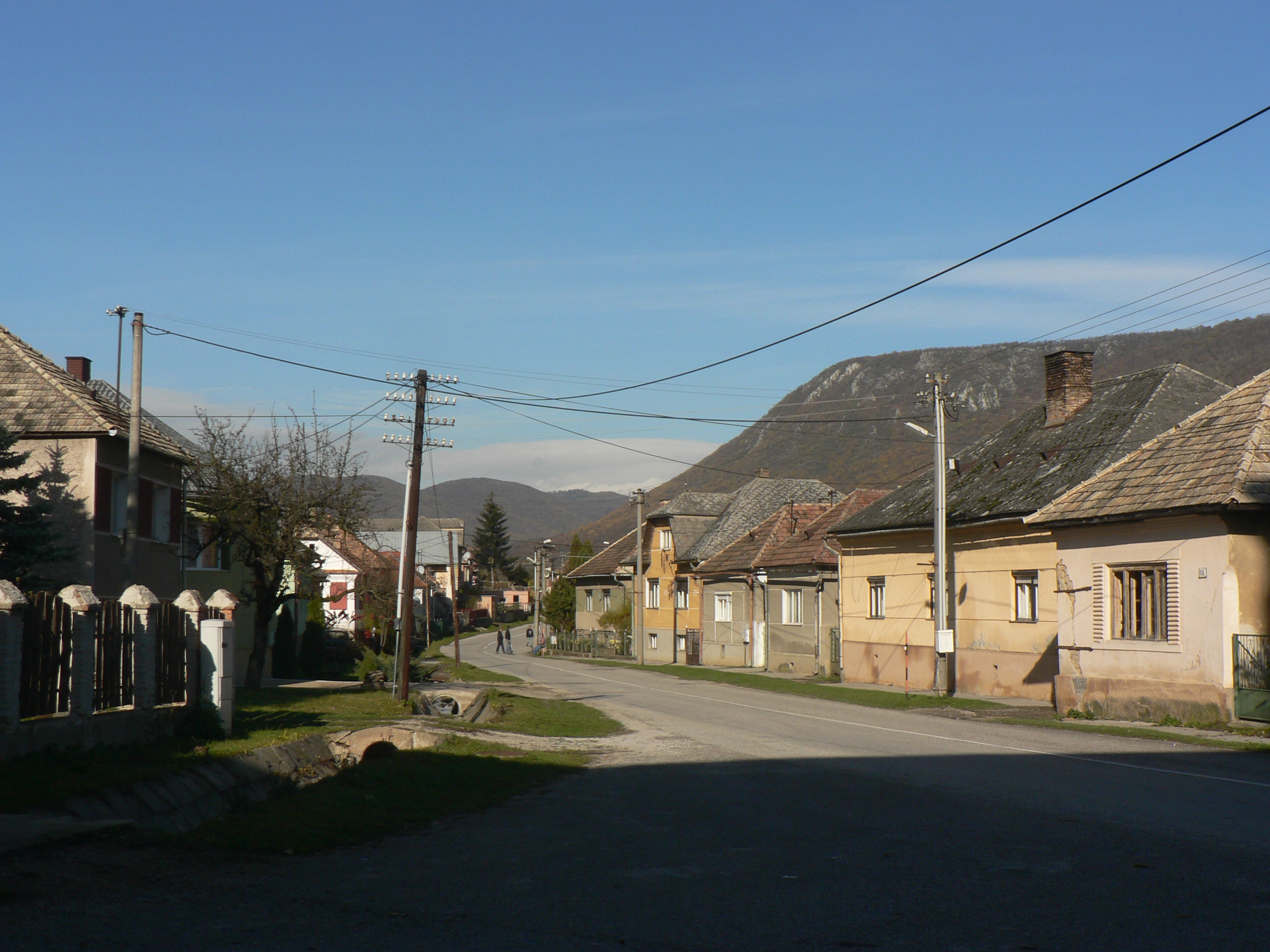
Utcakép
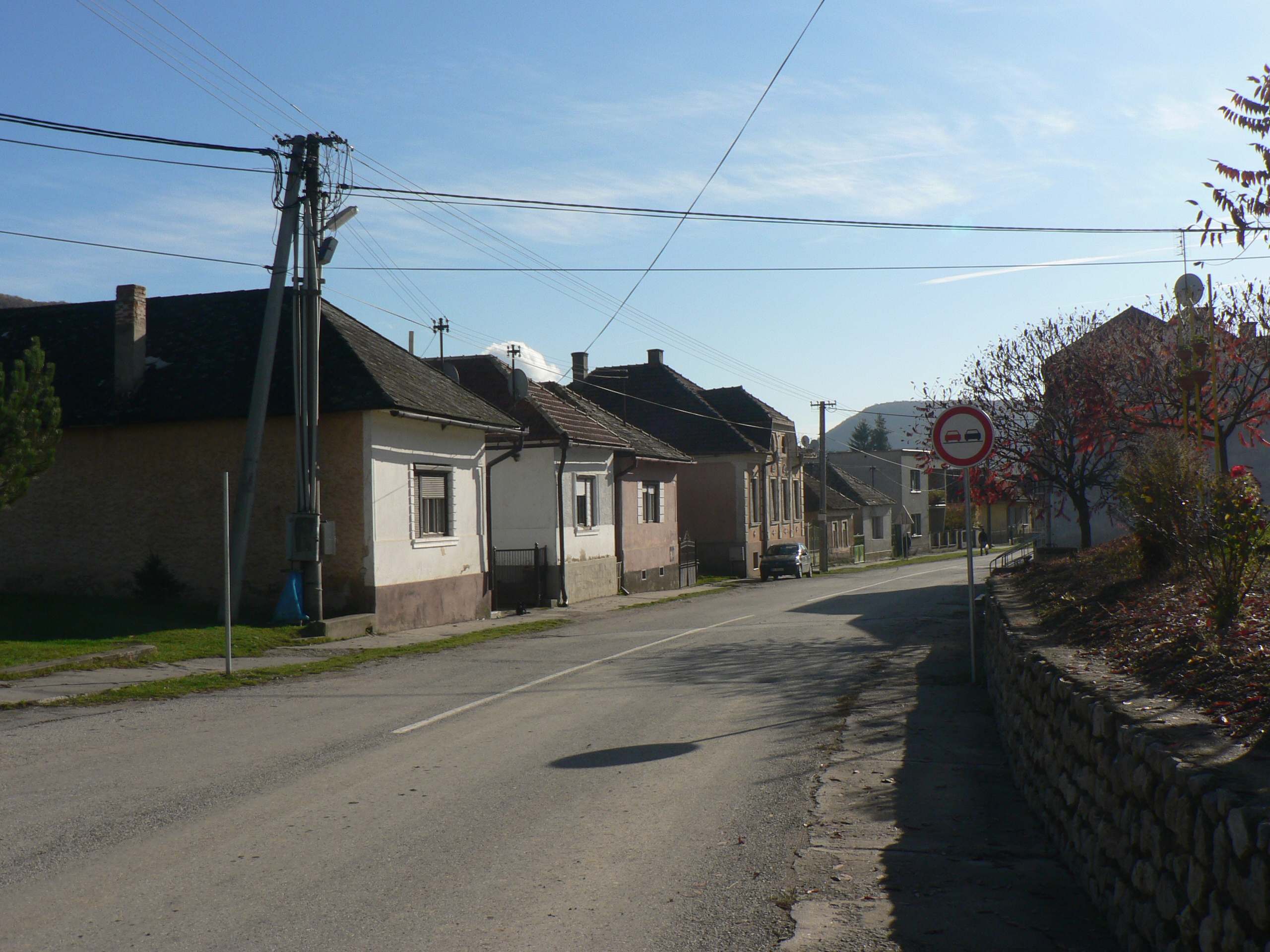
Utcakép
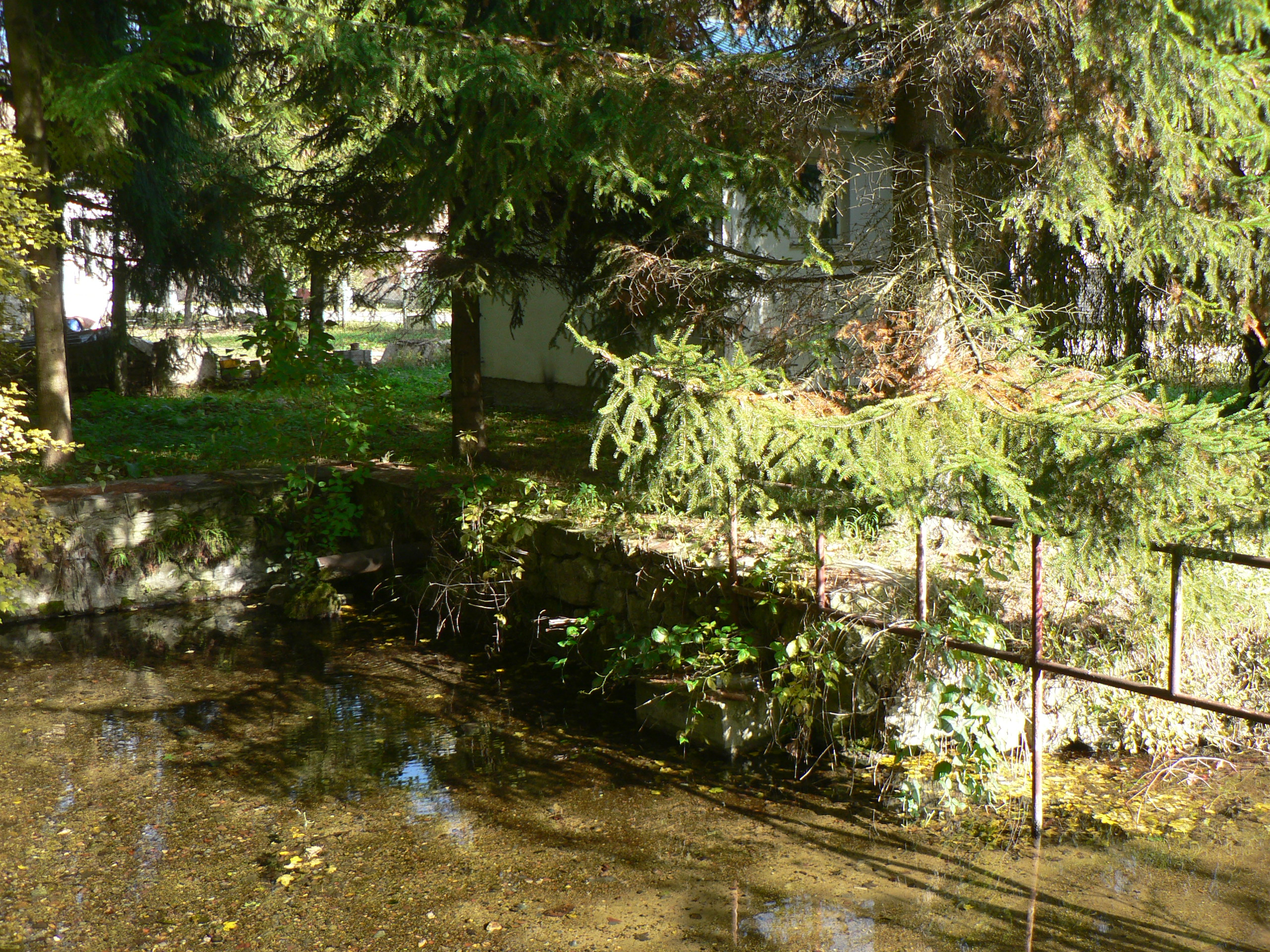
Melegvizű forrás